# 心理学論
心理学論（しんりがくろん、psychology studies） とは、心理学を対象とした科学哲学的、科学社会学的、科学史的、および心理学的な考察と、それを支える学問的な営みを示す用語である。これまで心理学方法論、研究法、心理学史、理論心理学などの分野で個別に展開されてきた営みを総合する概念として、佐藤達哉・渡邊芳之・尾見康博によって提唱された。1999年には心理学論を主要な領域のひとつとする学術誌『心理学史・心理学論』（ISSN1345-1146）が創刊されている。